# Chaetonodexodes vanderwulpi
Chaetonodexodes vanderwulpi là một loài ruồi trong họ Tachinidae.